# Kraljičin Gradac
Kraljičin Gradac, (češki Hradec Králové, njem. Königgrätz i Königin-Grätz, lat. Reginae Hradecium) grad je na sjeveru Češke. Nalazi se na ušću rijeke Orlice u Labu. Ime u izvorniku znači "Kraljičin grad" (prema kraljici Elizabeti Poljskoj, supruzi češkog kralja Vaclava II., koja je živjela u gradu i sagradila katedralu). U povijesti je bio važno uporište husita. Godine 1866. u blizini grada vodila se važna bitka između Pruske i Habsburške Monarhije, tijekom rata za ujedinjenje Njemačke (bitka kod Kraljičina Gradca-Sadove), u kojoj je Pruska pobijedila.
Grad je najpoznatiji po proizvodnji glazbala (posebno klavira PETROF). Još postoji prehrambena, kemijska i elektronička industrija.
Od kulturno-povijesnih spomenika, važna je gotička katedrala iz 14. stoljeća, gradska vijećnica i barokna palača.

## Vanjske poveznice
- Službena stranica  Arhivirana inačica izvorne stranice od 14. srpnja 2007. (Wayback Machine) (češ.) (engl.) (njem.) (fr.) (polj.)
- Virtual show

### Ostali projekti
|  | Zajednički poslužitelj ima još gradiva o temi Hradec Králové |